# Било, па прошло
„Било, па прошло” је југословенска телевизијска серија снимљена 1980. године у продукцији Телевизије Београд.

## Улоге
| Глумац                     | Улога     |
| -------------------------- | --------- |
| Ђорђе Балашевић            | Музичар 1 |
| Иван Бекјарев              |           |
| Нада Блам                  |           |
| Милутин Бутковић           |           |
| Томанија Ђуричко           |           |
| Јосип Бочек                | Музичар 2 |
| Стеван Гардиновачки        |           |
| Миодраг Гавриловић         |           |
| Милан Лане Гутовић         |           |
| Иван Хајтл                 |           |
| Никола Јовановић           |           |
| Владислав Каћански         |           |
| Раде Којадиновић           |           |
| Петар Краљ                 | Професор  |
| Миодраг Мики Крстовић      | Вампир    |
| Живојин Жика Миленковић    |           |
| Драгољуб Милосављевић Гула | Берберин  |
| Ташко Начић                | Кафеџија  |
| Тихомир Плескоњић          | Жандар    |

 Остале улоге ▼
| Глумац             | Улога     |
| ------------------ | --------- |
| Стеван Шалајић     |           |
| Никола Симић       | Погребник |
| Јелица Сретеновић  |           |
| Олга Станисављевић |           |
| Жижа Стојановић    |           |
| Божидар Стошић     |           |
| Јелена Тинска      | Девојка   |
| Бранко Вујовић     |           |
| Велимир Животић    |           |

Комплетна ТВ екипа ▼
| Редитељ         | Јован Ристић      |           |
| Композитор      | Ђорђе Балашевић   |           |
| Одсек за шминку | Радмила Тодоровић | шминкерка |